# Rowena (Oregon)
Rowena is een plaats (census-designated place) in de Amerikaanse staat Oregon, en valt bestuurlijk gezien onder Wasco County.

## Demografie
Bij de volkstelling in 2000 werd het aantal inwoners vastgesteld op 148.

## Geografie
Volgens het United States Census Bureau beslaat de plaats een oppervlakte van 4,8 km², geheel bestaande uit land.

## Plaatsen in de nabije omgeving
De onderstaande figuur toont nabijgelegen plaatsen in een straal van 12 km rond Rowena.

## Geboren
- Bonnie Parker, vrouwelijke helft van het legendarische criminele duo Bonnie en Clyde (1 oktober 1910)